# سنت السلسلة
كان سنت السلسلة هو أول سنت كبير في أمريكا وأول عملة متداولة تنتجها رسميًا دار سك العملة الأمريكية. ضربت فقط خلال عام 1793.
ولم تكن أول عملة متداولة أنتجتها الولايات المتحدة والتي كانت سنت فوجيو عام 1787 (المعروف أيضًا باسم سنت فرانكلين) بناءً على الدولار القاري. فكما هو الحال مع سنت فوجيو كان سنت السلسلة مصنوعًا من النحاس ويشتمل على سلسلة ترمز إلى ربط ولايات الولايات المتحدة معًا.

## تصميم الوجه
يتكون تصميم الوجه من رأس الحرية المصمم بشعر متدفق مشابه لذلك الموجود على نصف الديسمة لعام 1792 ولكنه متجه إلى اليمين. كما ظهرت كلمة "الحرية" أعلى الصورة والتاريخ أسفلها.

## تصميم الظهر
الشكل التصميمي المركزي للوجه الخلفي والذي سميت العملة باسمه عبارة عن سلسلة متشابكة مكونة من 15 رابطًا تمثل الولايات الأمريكية الخمس عشرة في الاتحاد في ذلك الوقت (المستعمرات الثلاثة عشر الأصلية فيرمونت وكنتاكي). كل من الكلمتين "سنت واحد" والكسر1100 السلسلة. على طول الحافة الخارجية مكتوب "الولايات المتحدة الأمريكية". في القالب العامل الأول فشل النقاش في توفير مساحة كافية للكتابة بأكملها وكان لا بد من اختصارها إلى "الولايات المتحدة الأمري". قطعت هذه القوالب المبكرة يدويًا بدلاً من تصنيعها من محاور رئيسية كما هو الحال اليوم. (يقال أيضًا أن الاختصار نفذ بأمر من مدير دار سك العملة ديفيد ريتنهاوس في محاولة "لموازنة" تصميمات الوجه والظهر).

## الحافة
حافة هذه العملات مزينة بقضبان وكروم ذات أوراق.

## رد فعل الجمهور
سكت سنتات السلسلة في أواخر فبراير وأوائل مارس 1793، وتشير السجلات إلى أنه أنتج ما يقرب من 36103 سنت. ومع ذلك كان رد فعل الجمهور تجاه هذه العملات غير مواتٍ إلى حد كبير. وانتقدت إحدى الصحف مظهر رأس ليبرتي قائلة إنه يبدو وكأنه "في حالة خوف". ومع أن السلسلة العكسية كانت تهدف إلى أن ترمز إلى وحدة الاتحاد المشكل حديثًا (استخدمت أيقونات مماثلة على ظهر عملة سنت فوجيو السابقة وعصر الحرب الثورية) إلا أن العديد من المعلقين فسروها بدلاً من ذلك على أنها تمثل العبودية. بحلول شهر مارس نفدت القطع النقدية المعدنية من دار السك مما أدى إلى توقف الضرب مؤقتًا. خلال هذا الوقت أعد تصميم جديد – سنت الإكليل – بسرعة وخرجت الموافقة عليه.

## الجمع
باعتبارها عملة من النوع الذي يصدر لمدة عام واحد فقط وأول عملة سنت تجاري كان سنت السلسلة مطلوبًا دائمًا سواء من هواة جمع السنتات الكبيرة وكذلك هواة جمع النوع. ضربت هذه العملة لمدة أسبوعين تقريبًا من أواخر فبراير حتى أوائل مارس 1793 ومن المعروف أن حوالي 1000 عملة فقط موجودة اليوم وحتى العملات المعدنية في أدنى الدرجات لا تزال تُباع بآلاف الدولارات.

## روابط خارجية
- سك العملة المعدنية الأولى
- سلسلة سنتات تم بيعها في المزاد
- عملة معدنية من فئة سنت واحد عام 1793، شعر متدفق، سلسلة عكسية معلومات تفصيلية وصور للأصناف.

| سبقه | عملة سنت أمريكي | تبعه |